# Granströms Båtvarv
Ab Ulf Granströms Båtvarv Oy, till 2011 Kb Ulf Granströms Båtvarv Ky, i Hangö by grundades 1962 av Ulf Granström (1932–2015). Dernne drev varvet fram till sin död 2015. Han hade dessförinnan arbetat med båttillverkning sedan 1948, varav på Edwin Degermanns varv i Helsingfors från 1956. Han har byggt över 100 båtar, varav de flesta i Hangö ritade av Ulf Granström själv. Flertalet var träbåtar i mahogny, teak och iroko.
Sonen Peter Granström arbetade också på varvet, tills 2011 då han grundade det egna företaget Ekenäs Båtvarv Ab i Ekenäs. Hans barn och han själv övertog Ulf Granströms båtvarv efter Ulf Granströms död.

## Båtar byggda på Ulf Granströms Båtvarv i urval
- Motoryachten Elektra
- 2006 Segelbåten Sara af Hangö, FIN-49, segrare i Världsmästerskapet för 6:or 2011 i Helsingfors, en replika av Violet från 1947